# استودان شماره ۲ چین
استودان شماره ۲ چین مربوط به الیمائی است و در شهرستان بویراحمد، بخش لوداب، روستای صفر آباد واقع شده و این اثر در تاریخ ۷ مهر ۱۳۸۱ با شمارهٔ ثبت ۶۲۷۵ به‌عنوان یکی از آثار ملی ایران به ثبت رسیده است.